# 克劳斯·罗洛夫
克劳斯·罗洛夫（德語：Klaus Roloff，1952年3月20日—），德国男子赛艇运动员。他曾代表西德参加世界赛艇锦标赛，获得一枚银牌和一枚铜牌。他也曾参加1976年夏季奥林匹克运动会。